# Bandar Seri Begawan
Bandar Seri Begawan (jawi: بندر سري بڬاوان) es la capital del Sultanato de Brunéi, y del distrito de Brunéi y Muara, con una población de 140.000 habitantes (2010). Su área urbana tiene una población de 296.500 personas.
Alberga numerosos productores de muebles, textiles, artesanías y madera. En ella se encuentran el Royal Ceremonial Hall, el Royal Regalia Building, el Brunei History Center y la Mezquita del Sultán Omar Ali Saifuddin. Bandar Seri Begawan está situada en las coordenadas geográficas 4° 55′ N, 114° 55′ E (4.91667, 114.91667).
La mezquita de Omar Alí Saifuddin, construida en 1958, destaca por su enorme cúpula dorada, un lujoso interior de mármol italiano y un elevador. Además, tiene algunos pasajes subterráneos que son usados por el Sultán para hacer viajes privados alrededor de la ciudad.
La ciudad incorpora una villa acuática, llamada Kampung Ayer. Esta villa está formada por casas construidas sobre el agua. El Museo Tecnológico Malayo contiene exhibiciones de la arquitectura de la villa.

## Origen del nombre
Bandar es la palabra malaya, derivada del persa, para designar una ciudad portuaria y Seri Begawan proviene del sánscrito: śrī bhagavan (ศฺรี ภควนฺ), literalmente "El Señor Bendito". El significado del nombre es "Puerto del Bendito". El nombre rinde homenaje al sultán Omar Ali Saifuddien III, gobernante de Brunéi y padre del sultán reinante, Hassanal Bolkiah, al cual se le asignó el título de Seri Begawan tras abdicar del trono en 1967.

## Clima
Bandar Seri Begawan cuenta con clima ecuatorial sin estaciones secas. De hecho, la ciudad ve fuertes precipitaciones a lo largo del año, siendo marzo el mes más seco, y recibiendo en promedio cerca de 3000 mm de lluvia al año. Octubre y diciembre son los meses más lluviosos, cuando se ven precipitaciones en dos de cada tres días en promedio. Como es común en las ciudades con clima tropical, las temperaturas medias son relativamente constantes a lo largo del año. Las temperaturas máximas en la ciudad son de alrededor de 32 °C y las temperaturas mínimas promedio de 23 °C.
| Parámetros climáticos promedio de Bandar Seri Begawan | Parámetros climáticos promedio de Bandar Seri Begawan | Parámetros climáticos promedio de Bandar Seri Begawan | Parámetros climáticos promedio de Bandar Seri Begawan | Parámetros climáticos promedio de Bandar Seri Begawan | Parámetros climáticos promedio de Bandar Seri Begawan | Parámetros climáticos promedio de Bandar Seri Begawan | Parámetros climáticos promedio de Bandar Seri Begawan | Parámetros climáticos promedio de Bandar Seri Begawan | Parámetros climáticos promedio de Bandar Seri Begawan | Parámetros climáticos promedio de Bandar Seri Begawan | Parámetros climáticos promedio de Bandar Seri Begawan | Parámetros climáticos promedio de Bandar Seri Begawan | Parámetros climáticos promedio de Bandar Seri Begawan |
| Mes                                                   | Ene.                                                  | Feb.                                                  | Mar.                                                  | Abr.                                                  | May.                                                  | Jun.                                                  | Jul.                                                  | Ago.                                                  | Sep.                                                  | Oct.                                                  | Nov.                                                  | Dic.                                                  | Anual                                                 |
| ----------------------------------------------------- | ----------------------------------------------------- | ----------------------------------------------------- | ----------------------------------------------------- | ----------------------------------------------------- | ----------------------------------------------------- | ----------------------------------------------------- | ----------------------------------------------------- | ----------------------------------------------------- | ----------------------------------------------------- | ----------------------------------------------------- | ----------------------------------------------------- | ----------------------------------------------------- | ----------------------------------------------------- |
| Temp. máx. media (°C)                                 | 30.4                                                  | 30.7                                                  | 31.9                                                  | 32.5                                                  | 32.6                                                  | 32.5                                                  | 32.3                                                  | 32.4                                                  | 32.0                                                  | 31.6                                                  | 31.4                                                  | 31.0                                                  | 31.8                                                  |
| Temp. mín. media (°C)                                 | 23.3                                                  | 23.3                                                  | 23.5                                                  | 23.7                                                  | 23.7                                                  | 23.4                                                  | 23.0                                                  | 23.1                                                  | 23.1                                                  | 23.2                                                  | 23.2                                                  | 23.2                                                  | 23.3                                                  |
| Precipitación total (mm)                              | 292.6                                                 | 158.9                                                 | 118.7                                                 | 189.4                                                 | 234.9                                                 | 210.1                                                 | 225.9                                                 | 226.6                                                 | 264.4                                                 | 312.3                                                 | 339.9                                                 | 339.6                                                 | 2913.3                                                |
| Días de lluvias (≥ 1 mm)                              | 16                                                    | 12                                                    | 11                                                    | 16                                                    | 18                                                    | 16                                                    | 16                                                    | 16                                                    | 19                                                    | 21                                                    | 23                                                    | 21                                                    | 205                                                   |
| Horas de sol                                          | 195.3                                                 | 192.1                                                 | 226.3                                                 | 240.0                                                 | 235.6                                                 | 210.0                                                 | 223.2                                                 | 217.0                                                 | 198.0                                                 | 204.6                                                 | 204.0                                                 | 210.8                                                 | 2556.9                                                |
| Fuente n.º 1: World Meteorological Organization       |                                                       |                                                       |                                                       |                                                       |                                                       |                                                       |                                                       |                                                       |                                                       |                                                       |                                                       |                                                       |                                                       |
| Fuente n.º 2: Hong Kong Observatory                   |                                                       |                                                       |                                                       |                                                       |                                                       |                                                       |                                                       |                                                       |                                                       |                                                       |                                                       |                                                       |                                                       |

## Demografía
La población de Bandar Seri Begawan era de alrededor de 140 000 habitantes para agosto de 2010, llegando a 278 000 dentro de la zona metropolitana. La mayoría de los ciudadanos son de etnia malaya, siendo los chinos el grupo minoritario más importante. Un gran número de trabajadores transitorios viven en la ciudad, en su mayoría procedentes de Indonesia, Filipinas y el subcontinente indio.

## Economía
La economía de Bandar Seri Begawan se basa principalmente en los ingresos de la explotación petrolera. Prácticamente toda la actividad económica local, orbita alrededor de la disponibilidad de este recurso natural. Otras actividades como la producción de muebles, textiles, artesanías, también tienen cierta importancia en la ciudad. Además, como capital del Brunéi, es la sede de la mayoría de agencias gubernamentales del país.
La bolsa de valores de Brunéi, con sede en Bandar Seri Begawan, negocia principalmente productos del petróleo. La principal empresa de Brunéi —con sede en la ciudad— es Brunei Shell Petroleum (BSP), una empresa con capital mixto del Gobierno de Brunéi y el grupo neerlandés Royal Dutch Shell, que también opera la única refinería del país.
En los últimos años el gobierno se ha esforzado en reducir la dependencia de Bandar Seri Begawan de las actividades económicas relacionadas con la extracción de petróleo y los servicios gubernamentales. El gobierno alentó que varias industrias montasen sus actividades en las cercanías de la ciudad, entre las cuales cabe destacar la industria pesquera y la maderera. El sector turístico también está siendo altamente desarrollado, debido a los grandes atractivos locales.
El sector inmobiliario también creció mucho desde la década de 1990. Varios edificios y urbanizaciones se construyeron en la ciudad. Debido a esto, Bandar Seri Begawan logró registrar el mayor crecimiento poblacional de Brunéi.
Royal Brunei Airlines, la línea aérea nacional, tiene su sede en la ciudad.

## Sitios de interés

### Mezquitas

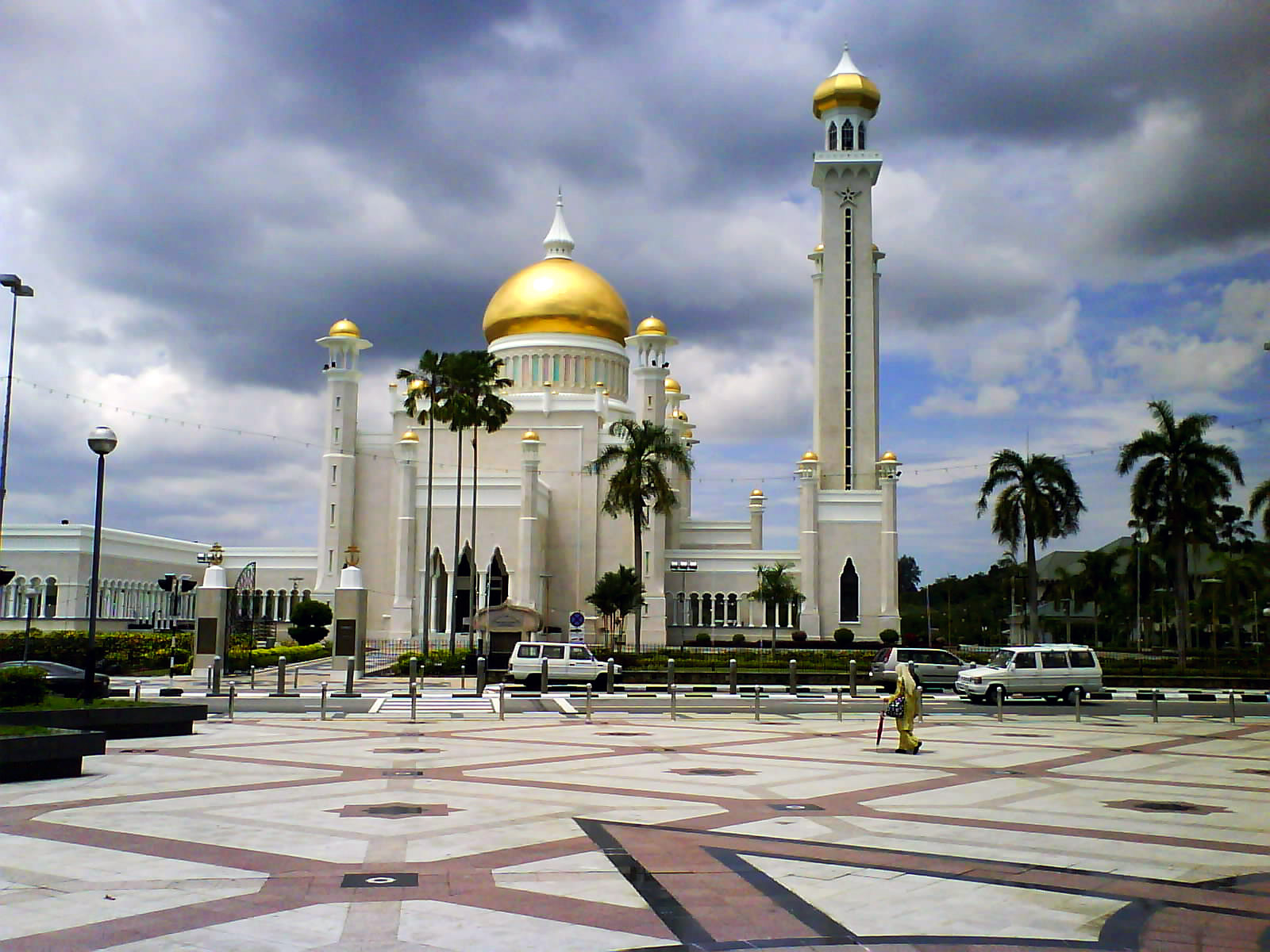
La Mezquita del Sultán Omar Ali Saifuddin.

- La Mezquita del Sultán Omar Ali Saifuddin fue construida en 1958, cuenta con una cúpula dorada y en el interior las paredes son de mármol italiano, cuenta con alfombras y un ascensor. También cuenta con túneles, que son utilizados por el sultán en viajes a través de la ciudad. Esta mezquita es considerada por algunos unas de las más bellas del mundo.

- La Mezquita Jame'Asr Hassanil Bolkiah. Esta mezquita es la mezquita más grande de Brunéi. Fue construida para conmemorar el 25 aniversario del reinado del sultán. Es conocida localmente como la mezquita Kiarong.

### Lugares históricos
- Ubicado en Jalan Kianggeh, el Lapau o Sala de Ceremonias Real se utiliza para ceremonias reales tradicionales. Fue aquí donde el sultán Hassanal Bolkiah fue coronado el 1 de agosto de 1968. El interior del Lapau y el trono del sultán están decorados con oro. Dentro del recinto de Lapau se puede ver donde Majlis Dewan se sentaba en la Asamblea Legislativa. Para que los visitantes puedan entrar en este edificio se requiere de un permiso oficial. Con la finalización del nuevo edificio del Consejo Legislativo en Jalan Mabohai, el Lapau pronto se convertirá en un símbolo de la historia constitucional del Sultanato de Brunéi.

- El mausoleo real (Makam Di-Raja) está situado lejos de las orillas del Sungei Brunéi detrás de la tienda por departamentos Soon Lee Megamart en Mile One, Jalan Tutong. El Mausoleo Real y el cementerio se han utilizado por generaciones sucesivas de sultanes. Dentro del mausoleo en sí se encuentran los restos de los cuatro últimos sultanes, Sir Muda Haji Omar Ali saifuddin (1950-1967), que murió en 1986, Ahmad Tajuddin Ibnu Sultan Muhammad Jamalul Alam (1924-1950), Muhammad Jamalul Alam Ibnu Sultan Hashim (1906-1924), y Hashim Jalilul Alam Putera Sultan Omar Ali Saifuddin II (1885-1906). Otros miembros de las familias reales de aquellos tiempos también están enterrados en el lugar.

- Tumba del sultán Sharif Ali, en Kota Batu.

- Tumba del sultán Sharif Ali, en Kota Batu.

### Museos
- El Museo de Brunéi (Muzium Brunei) está ubicado en un sitio arqueológico de Kota Batu a unos 5 km de Bandar Seri Begawan, este museo es el más grande del país. Se estableció por primera vez en 1965 y su ubicación actual data de 1970. Inaugurado en 1972, el museo se centra en la historia islámica e historia natural, artefactos y costumbres de Brunéi, y la cerámica y la industria del petróleo de Brunéi. Se puede llegar en transporte público (autobús de la línea 39). Sus salas de exposiciones consisten en lo siguiente:

| Galería de Arte Islámico |
| --- |
| La galería exhibe una magnífica colección de arte islámico perteneciente al sultán Hassanal Bolkiah. La colección está compuesta por una amplia gama de objetos que cubren la producción artística de diferentes regiones islámicas de los períodos de transición islámicos y principios del siglo XIX.                              |
| Galería de la Historia y Tecnología del Petróleo de Brunéi Darussalam |
| La principal industria del estado se presenta en esta galería, que abarca narraciones descriptivas sobre el origen y formación del petróleo, el proceso de perforación, refinación, la historia de la industria del petróleo en Brunéi y un mapa que muestra los actuales campos petroleros.                                         |
| Galería de la Cultura de Brunéi |
| La cultura material de Brunéi se presenta en esta galería. Los objetos que se muestran enseña las costumbres y la cultura de las personas de este país, desde su nacimiento hasta el matrimonio. También hay una buena colección de objetos de bronce, y en especial para los cánones en que el país es tradicionalmente reconocido. |
| Galería de Historia Natural |
| La galería exhibe una amplia gama de temas de la historia natural, destacando la información de la fauna de Brunéi. Algunas de las exposiciones se presentan en forma de diorama, para formar una forma realista de su hábitat natural.                                                                                              |
| Exposición de Arqueología e Historia de Brunéi Darussalam |
| Exhibe la historia del país a partir de la época prehistórica hasta la independencia de 1984. |

- El Museo de Tecnología de Malay, en Kota Batu. El museo fue inaugurado oficialmente en 1988.

- El Royal Regalia Building está ubicado en Jalan Sultan, este museo está dedicado al sultán Hassanal Bolkiah. La galería principal muestra la coronación y el jubileo de plata, carros, el oro y la plata del arsenal ceremonial y las joyas de la coronación con las tradicionales coronas incrustadas. Una colección de documentos que narra la vida del sultán junto con la galería de la historia constitucional también se encuentra en el mismo edificio.

- El Centro de Historia de Brunéi está ubicado en Jalan Sultan al lado del edificio Royal Regalia. Es el centro de la historia de Brunéi. El centro fue inaugurado en 1982 con una breve investigación de la historia de Brunéi. Gran parte de ese trabajo ha sido establecer la genealogía y la historia de los sultanes y la familia real. La exhibición pública tiene una gran cantidad de información sobre estos temas, incluyendo réplicas y calcos de latón de tumbas. Un diagrama de flujo de todo el linaje de los sultanes de Brunéi se puede ver en la entrada.

- El Centro de Artes y Artesanías de Brunéi. Ubicado en la residencia de Jalan, abrió sus puertas en 1980. Las bellas artes y artesanías de Brunéi se remontan a varios siglos y forman parte de la orgullosa herencia de la nación. El centro lleva a cabo cursos de platería y objetos de bronce, talla en madera, songkok, y de tejido y cestería.

### Istana Nurul Iman
- El Palacio Istana Nurul Iman es la residencia del sultán de Brunéi. El palacio está situado en una frondosa ribera en expansión de colinas y orillas del río Brunéi directamente al sur de Bandar Seri Begawan, a pocos kilómetros del centro de la ciudad. Istana Nurul Iman se cree que es el mayor palacio residencial del mundo. Su nombre es tomado del árabe, que significa Palacio de la Luz de la fe. El palacio fue diseñado por Leandro Locsin, y construido por la empresa filipina Ayala Internacional.

### Kampong Ayer
- Kampong Ayer es un sitio de patrimonio nacional bien conservado, el más grande de su tipo en el mundo, con aproximadamente 30 000 habitantes. Cuenta con casas sobre pilotes y se extiende alrededor de 8 km a lo largo del río de Brunéi (Sungei Brunei). El Kampong tiene más de 1000 años de antigüedad. El nombre de Venecia de Oriente fue acuñado por Antonio Pigafetta en 1521, estando situado al este del distrito central de negocios de la ciudad. El poblado de agua está equipado con escuelas, comisarías de policía, clínicas, una brigada de incendios a base de agua y mezquitas. Kampong Ayer existe desde el siglo X d. C., y es en realidad un conjunto de pueblos, cada uno con su propio líder de la aldea (la cabeza del pueblo o Ketua Kampong). Los pueblos están conectados por una compleja red de caminos y puentes. La importancia histórica de Kampong Ayer radica en el hecho de que la civilización del sultanato tiene su origen aquí, con la pesca como uno de los principales medios de vida de los pueblos. Hubo una concentración de artesanos productores de artesanías de bronce, plata y madera, por lo tanto, la concesión de aldea del agua era de un estatus de importancia comercial y social. Las habilidades de estos artesanos se pueden ver en Galería Cultural y de Turismo de Kampong Ayer, la construcción de esta galería se inició en agosto de 2007 y se terminó en junio de 2009 con un área cerrada de 565 m². Algunos tesoros únicos del Kampong Ayer durante su ilustre historia se exhiben en 5 mini-galerías dentro del edificio.

### Parques y senderos
- The Waterfront. Esta última incorporación es con vistas a la estratégica histórica. El sitio es de aproximadamente 1.8 hectáreas y tardó casi tres años en ser completado y se abrió oficialmente al público el 28 de mayo de 2011. La línea de costa es accesible a todos, ya que abre las 24 horas, donde el público puede disfrutar de visitas turísticas y tomar un descanso en los cafés al aire libre que ofrecen variedades de platos y bebidas.

- Persiaran Damuan. Esta estrecha franja de parques ajardinados entre Jalan Tutong y Sungei Brunéi fue creado en 1986. Cuenta con una exposición permanente de la obra de un escultor de cada uno de los países originales de la Asociación de Naciones de Asia Sudoriental. El parque, de 1 km de largo, cuenta con senderos agradables rodeados de arbustos y Pulau Ranggu donde dos especies de monos viven, incluyendo el notable mono narigudo, que solo se encuentra en Borneo. El parque también ofrece algunas de las mejores vistas de la Istana Nurul Iman.

- Jalan Tasek Lama. Situado a solo unos minutos a pie del centro de la ciudad, este es un camino para que los residentes locales hagan senderismo por Bandar Seri Begawan. En la pasarela a través del pequeño parque se cuenta con bancos y zonas de pícnic, así como una cascada y estanques con nenúfares.

- Parque Recreativo Bukit Subok. El parque ofrece una gran vista del Kampong Ayer y el centro de Bandar Seri Begawan. Hay un walkaway de madera bien cuidado, con chozas con vistas en el camino. Estas cabañas ofrecen unos buenos puntos de vista de Kampong Ayer y sus alrededores.

## División administrativa
Los distritos o los equivalentes a estos se conocen como Kampong Ayer o Water Village, y son:
- Burong Pinggai Ayer
- Sungai Kebun
- Sungai Kedayan
- Peramu
- Saba
- Tamoi

### Mukims
Además Bandar Seri Begawan comprende los siguientes subdistritos o también conocidos como mukims:
- Kianggeh
- Burong Pinggai Ayer
- Sungai Kebun
- Sungai Kedayan
- Peramu
- Saba
- Tamoi
- Berakas A
- Berakas B
- Gadong A
- Gadong B
- Kilanas
- Kota Batu
- Lumapas
- Sengkurong

## Transporte

### Aire
El Aeropuerto Internacional de Brunéi sirve a todo el país. Está situado a 11 kilómetros del centro de la ciudad y se puede llegar a él en 10 minutos mediante la autopista Sultán Hassanal Bolkiah. Algunas aerolíneas que operan vuelos al aeropuerto son Royal Brunei Airlines, Singapore Airlines, Malaysia Airlines, AirAsia, Cebu Pacific y Thai Airways International.

### Agua
Un servicio de taxi de agua conocido como "penambang" se utiliza como transporte entre el centro de Bandar Seri Begawan y Kampong Ayer. Estos taxis de agua son los medios más comunes para moverse por las vías acuáticas de Kampung Ayer. Se pueden tomar desde los numerosos "puntos de atraque" a lo largo de las orillas del río Brunéi. Los precios son negociables.